# Agama (budismo)
No budismo, um āgama (Sânscrito e páli para "obra sagrada" ou "escritura") é uma coleção de escrituras do budismo inicial. São em número de cinco, compostas pelas várias edições do Sūtra Pitika das escolas iniciais sânscritas. As várias escolas possuíam diferentes edições de cada āgama e os cinco āgamas são equivalentes às cinco primeiras coleções (nikāyas) do Sutta Piṭika do cânone páli da escola Teravada. Āgamas de várias escolas, primariamente a Sarvāstivāda, estão preservados em sua inteireza nas traduções para o chinês e porções também sobrevivem em sânscrito e em traduções para o tibetano.